# Нарукавна стрічка «Крит»

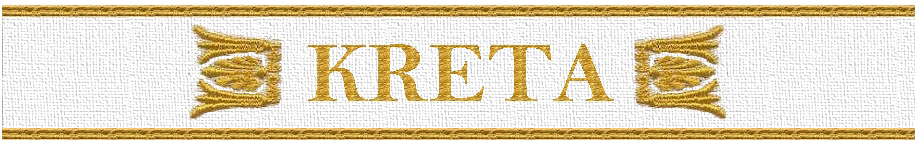
Нарукавна стрічка «Крит»

Нарукавна стрічка «Крит» (нім. Ärmelband Kreta) — нагорода Третього Рейху для відзначення учасників Критської операції.

## Історія
Нагорода була заснована Адольфом Гітлером в 1942 році. Точна дата заснування невідома, оскільки головнокомандувачі родів військ оголосили різні дати: ВМФ — 14 серпня 1942; ВПС — 29 вересня 1942; сухопутних військ — 16 жовтня 1942.
Перші нагородження почалися в середині 1943 року, останні — 31 жовтня 1944 року.

## Опис
Стрічка з білої тканини, розмір — 355×36 мм. На ній золотисто-жовтою шовковою ниткою вишите слово KRETA, з країв якої зображені пальми з трьома листками. По краях стрічки йдуть лінії із золотисто-жовтого шнура зовтовшки 3 мм.

## Умови нагородження
Право на отримання стрічки мали військовослужбовці сухопутних військ, крігсмаріне та люфтваффе, які брали участь в битві за острів Крит до 27 травня 1941 року.
Стрічку носили на лівому передпіліччі.